# Cantonul Cuers
Cantonul Cuers este un canton din arondismentul Toulon, departamentul Var, regiunea Provence-Alpes-Côte d'Azur, Franța.

## Comune
- Carnoules
- Cuers (reședință)
- Pierrefeu-du-Var
- Puget-Ville